# Wilaya d'Adrar
Pour les articles homonymes, voir Adrar.
La wilaya d'Adrar (/a.dʁaʁ/) ; en berbère : ⵜⴰⵎⵏⴰⴹⵜ ⵏ ⴰⴷⵔⴰⵔ ; en arabe : ولاية أدرار) est une wilaya algérienne, localisée dans le sud-ouest du pays, dans le Sahara, elle est peu peuplée, au regard de sa superficie (427 368 km2).

## Géographie

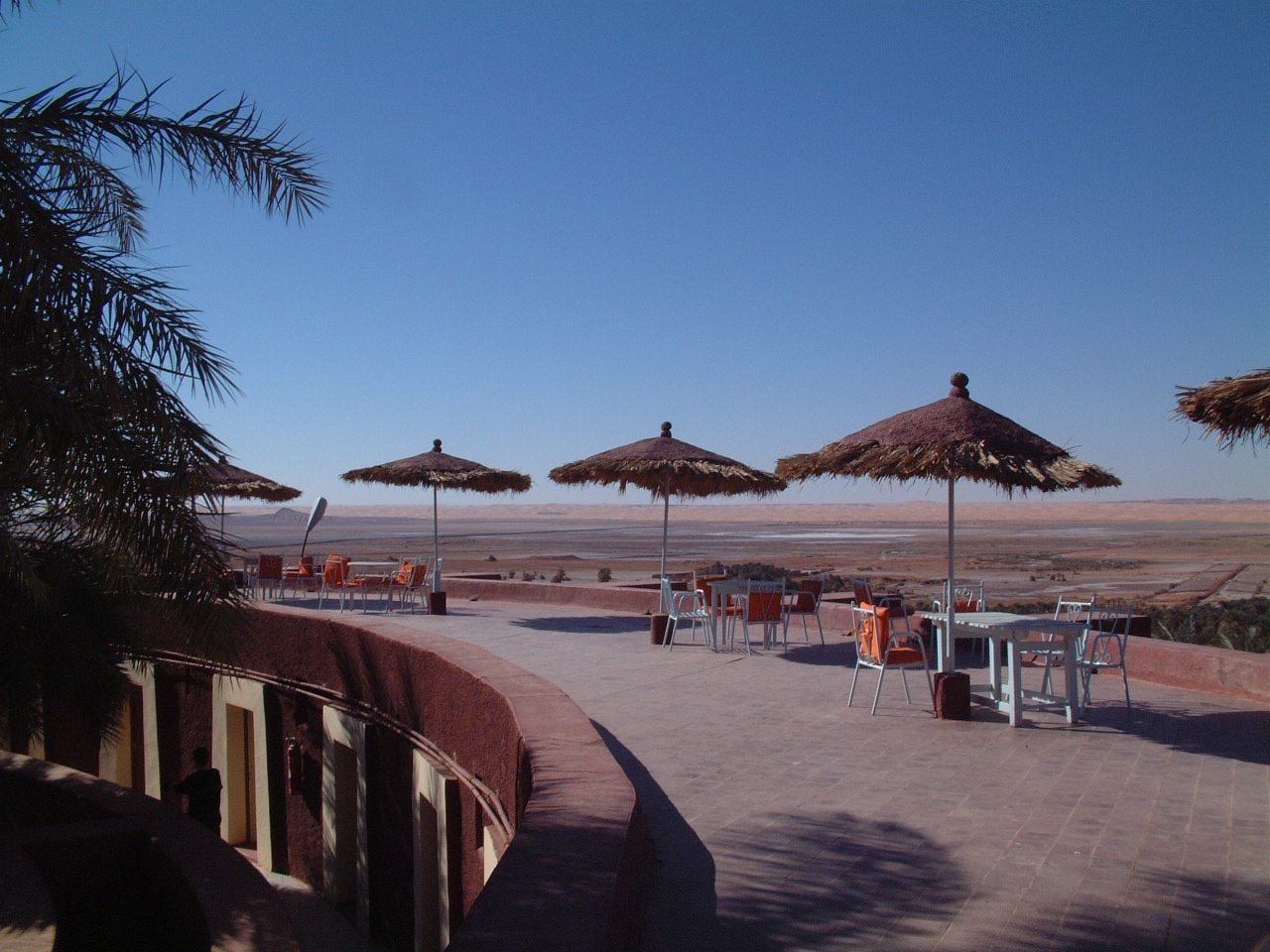
Timimoun

### Localisation
La wilaya est située dans le sud-ouest de l'Algérie.
|                                        | Wilaya de Timimoun            |                       |
| Wilaya de Béni Abbès Wilaya de Tindouf | wilaya d'Adrar                | Wilaya d'In Salah     |
| Région de Taoudénit Mali               | Wilaya de Bordj Badji Mokhtar | Wilaya de Tamanrasset |

### Régions de la wilaya
La wilaya d'Adrar se répartit sur quatre zones géographiques :
- le Gourara, la région de Timimoun
- le Touat, la région d’Adrar
- le Tidikelt, la région d’Aoulef
- la Tanezrouft, la région de Bordj Badji Mokhtar

## Étymologie
Adrar / adhrar est un nom masculin singulier (pluriel : idourar / idhourar). Ce mot berbère signifie « montagne », mot unique et quasi-général dans tout le pays berbère.

## Histoire

### Découpage administratif
La wilaya d'Adrar est créée à l'occasion du découpage administratif de 1974 ; auparavant, elle dépendait de la wilaya de la Saoura, elle est composée de onze communes à cette époque. Lors du découpage de 1984, dix-sept nouvelles communes ont été créées.
En 2019, deux nouvelles wilayas sont créées dans le territoire de la wilaya d'Adrar : Timimoun et Bordj Badji Mokhtar.

## Administration et territoire
La wilaya est composée de onze dairas, de vingt-huit communes et de 299 ksars (villages), recouvrant une zone d'environ 427 000 km² et comptant 432 193 habitants (estimation de 2011).

### Walis
Le poste de wali de la wilaya d'Adrar a été occupé par plusieurs cadres administrateurs de l'État algérien depuis sa création le 2 juillet 1974 par l'ordonnance no 74-69 qui réorganise le territoire algérien en portant le nombre de wilayas de quinze à trente et une.
| N° | Wali                        | Début             | Fin               |
| -- | --------------------------- | ----------------- | ----------------- |
| 1  | Ahmed Koumyem               | 17 septembre 1974 | 4 avril 1975      |
| 2  | Noureddine Sahraoui         | 9 avril 1975      |                   |
| 3  | Baghdadi Laâlaouna          | 2 janvier 1977    | 31 mai 1979       |
| 4  | Abdelkrim Bouderghouma      |                   | 30 janvier 1983   |
| 5  | Abdelmadjid Tebboune        | 4 avril 1984      | 13 mai 1984       |
| 6  | Abdelmalek Sellal           | 13 mai 1984       | 14 juillet 1987   |
| 7  | Lahbib Habchi               | 14 juillet 1987   | 26 juillet 1989   |
| 8  | Mohamed Chérif Djebbari     | 26 juillet 1989   | 29 juillet 1990   |
| 9  | Ali Saâd                    | 29 juillet 1990   | 21 août 1991      |
| 10 | Mohamed El Andaloussi.      | 21 août 1991      | 26 janvier 1993   |
| 11 | Mohamed Sediki              | 26 janvier 1993   | 2 novembre 1993   |
| 12 | Nasredine Benboudiaf        | 2 novembre 1993   |                   |
| 13 | Abdelkebir Matali           |                   | 22 août 1999      |
| 14 | Mabrouk Baliouze            | 22 août 1999      | 11 août 2005      |
| 15 | Messaoud Djari              | 11 août 2005      | 30 septembre 2010 |
| 16 | Ahmed Abdelhafid Saci       | 30 septembre 2010 | 24 octobre 2013   |
| 17 | Abderrahmane Madani Fouatih | 24 octobre 2013   | 15 juillet 2015   |
| 18 | Mustapha Limani             | 22 juillet 2015   | 13 juillet 2017   |
| 19 | Hamou Bekkouche             | 13 juillet 2017   | 20 janvier 2020   |
| 20 | Larbi Bahloul               | 20 janvier 2020   | 5 novembre 2024   |
| 21 | Ali Bouguerra               | 5 novembre 2024   | 6 avril 2025      |

### Daïras

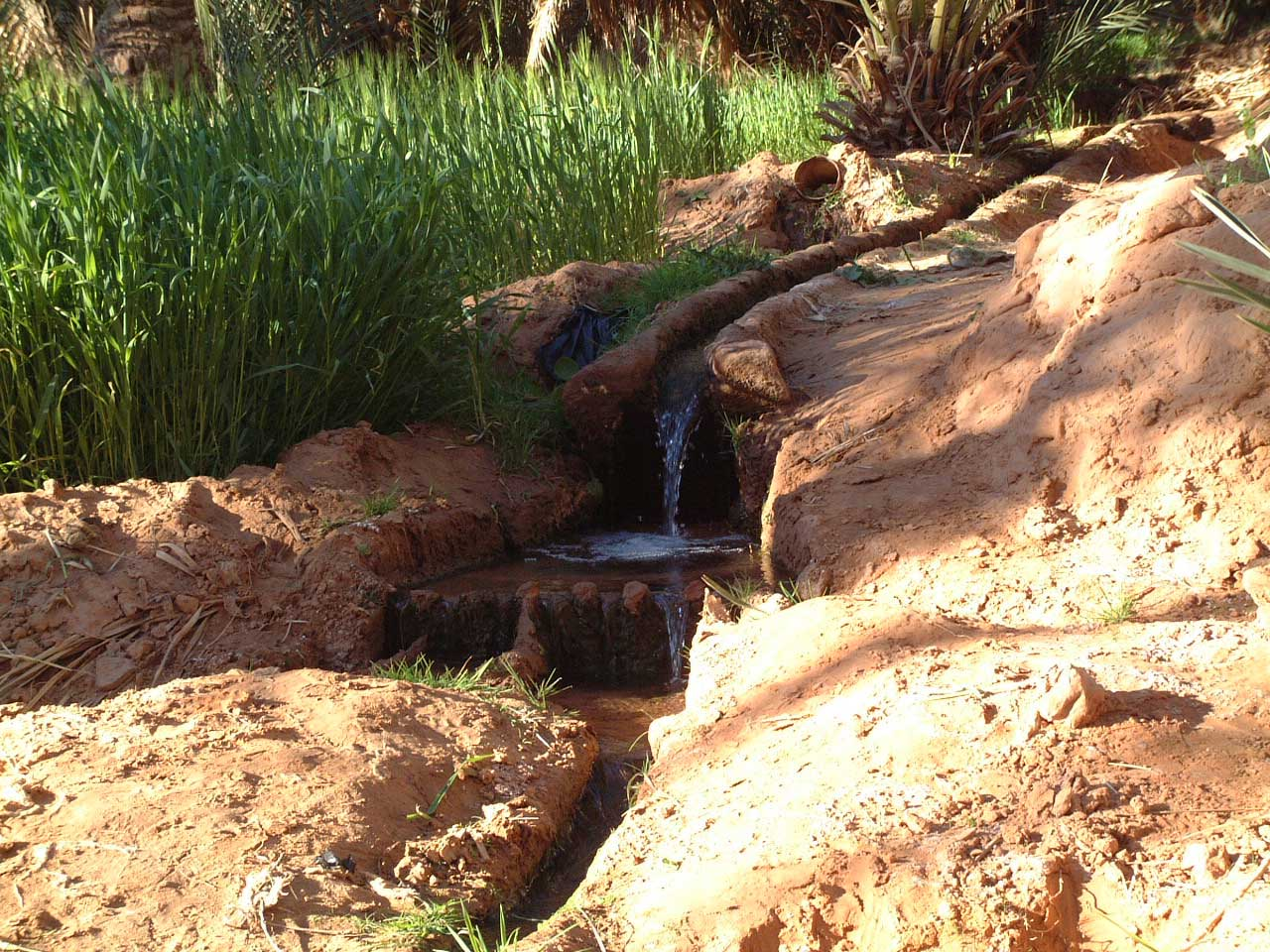
Émergence d'une foggara à l'oasis de Timimoun en Algérie.

### Wilayas déléguées
| Code | Wilaya déléguée                        | Daïras                                   | Observations                          |
| ---- | -------------------------------------- | ---------------------------------------- | ------------------------------------- |
| 1    | Wilaya déléguée de Timimoun            | Timimoun, Aougrout, Tinerkouk, Charouine | Devient wilaya à part entière en 2019 |
| 2    | Wilaya déléguée de Bordj Badji Mokhtar | Bordj Badji Mokhtar                      | Devient wilaya à part entière en 2019 |

## Économie
Adrar est une zone principalement agricole, caractérisée par son traditionnel système d'irrigation, la « foggara ».

## Ressources hydriques
La wilaya est arrosé par l'oued Saoura ; elle est dotée d'un barrage hydroélectrique : le barrage de Timiaouine.

## Santé
- Hôpital Ibn Sina d'Adrar[29].
- Hôpital Mohamed Hachemi de Timimoun[30].
- Hôpital de Reggane.
- Hôpital Noureddine Sahraoui d'Aoulef[31].
- Hôpital de Bordj Badji Mokhtar
- Hôpital de Zaouiet Kounta.
- Hôpital d'Aougrout[32].
- Pôle hospitalier de Tililane[33].
  - Hôpital de Tililane (240 lits)[32].
  - Hôpital gériatrique de 120 lits.
  - Hôpital psychiatrique de 120 lits.
  - Centre anti-cancer de 120 lits.

En 2014, La couverture sanitaire dans cette wilaya était assurée par un médecin spécialiste pour 6 722 habitants, un médecin généraliste pour 1 200 habitants et un pharmacien pour 8 780 habitants.

## Jumelage et partenariats
Le Conseil Général de la Gironde (France) a signé en novembre 2005, un accord de partenariat avec la ville d'Adrar.

## Pour approfondir